# Naturschutzverband Niedersachsen
Der Naturschutzverband Niedersachsen (NVN) ist ein Dachverband niedersächsischer Natur- und Umweltschutzvereine. Er ist ein anerkannter Verband gemäß § 29 Bundesnaturschutzgesetz (Fassung alter Art), neuer Paragraph ist § 59. Folgende Vereine, Organisationen, Initiativen sind Mitglied, bzw. arbeiten kooperativ mit:
- Aktionsgemeinschaft für Hude e. V.
- Arbeitsgemeinschaft für Natur- und Umweltschutz im Kreis Uelzen e. V.
- Arbeitsgemeinschaft Umweltplanung Niederelbe e. V.
- Arbeitsgemeinschaft Zoologische Heimatforschung Niedersachsen e. V. (AZHN, Hannover)
- Biologische Schutzgemeinschaft Hunte Weser-Ems e. V. (BSH, Wardenburg)
- Biologische Schutzgemeinschaft Lenne-Weser-Leine e. V.
- Biologische Schutzgemeinschaft Wümme-Niederung und Nebenflüsse e. V.
- Biologische Schutzgemeinschaft zu Göttingen e. V.
- Bürgerinitiative für Umweltschutz e. V.
- Energie- und Umweltzentrum am Deister e. V.
- Fachgruppe Ökologie Syke
- Fördergemeinschaft Tierökologie in der Landespflege e. V.
- Interessengemeinschaft Grundwasserschutz in der Nordheide e. V.
- Interessengemeinschaft zur Rettung des Vehnemoores e. V.
- Naturschutzgemeinschaft Ammerland e. V.
- Naturschutzverband Lüneburger Heide e. V.
- Naturwissenschaftlicher Verein Osnabrück e. V.
- Ornithologischer Verein zu Hildesheim e. V.
- Verein für Verhaltensforschung, Ökologie und Umweltschutz e. V.